# 贺德纶
贺德纶（？—916年），又名贺德伦，河西部落的胡人之后，五代时期后梁将领。
父贺怀庆是滑州军的小校。贺德纶少年时为滑州军牙将。朱温总领四镇，贺德纶以军功历任刺史、留后，迁平卢军节度使。915年三月魏博节度使杨师厚病死，后梁将魏博镇分割，以贺德纶继任魏博节度使，张筠为相州昭德军节度使。当月二十九日夜，杨师厚的亲军银枪效节都发动叛乱，贺德纶部众被杀光，自己被囚于别馆，乱军首领张彦逼迫他写信给河东的晋王李存勖求援。李存勖立即率军自黄泽岭东下，至临清与赵州的李存审会师，贺德纶暗中派遣从事司空颋向李存勖告发张彦等人凌辱之事，并称：“若不剪此乱阶，恐贻后悔。”李存勖进军永济，张彦带着银枪效节五百人谒见，李存勖将他们包围，在城楼上宣示：“汝等在城，滥杀平人，夺其妻女，数日以来，迎诉者甚众，当斩汝等，以谢鄴人。”斩张彦等八人，将银枪效节都收编为帐前银枪，然后进入魏州，贺德纶奉上符印归降，魏博镇遂归于后唐。贺德纶被授予云州节度使（又名大同军节度使），举族迁于晋阳，监军张承业将他留在了晋阳。916年二月，后梁许州匡国军节度使王檀乘着李存勖在河北大战无暇回师，领兵从阴地关急袭晋阳，贺德纶部下多逃亡，张承业惧其为变，遂将德纶并其部曲尽杀之。  

## 延伸阅读
[在维基数据编辑]
 《舊五代史·卷21》，出自薛居正《舊五代史》
 《新五代史·卷44》，出自歐陽修《新五代史》